# Фадеева, Любовь Александровна
Любо́вь Алекса́ндровна Фаде́ева (род. 3 июня 1959, посёлок Суксун, Пермская область, РСФСР, СССР) — российский историк, политолог, специалист в области новейшей истории и политических процессов Великобритании, исследователь политической культуры и идентичности. Доктор исторических наук (1996), профессор, заведующая кафедрой политических наук Пермского университета (1998—2018).

## Биография
Из семьи служащих, отец — Александр Николаевич Киприянов, журналист, редактор газеты «По ленинскому пути» в Коми-Пермяцком автономном округе, с 1973 года работал корреспондентом ТАСС по Пермской области. Окончила исторический факультет Пермского университета (1981), затем работала там же на кафедре новой и новейшей истории (ассистент, старший преподаватель, доцент). В 1988 году под руководством П. Ю. Рахшмира защитила в ПГУ кандидатскую диссертацию «Социально-психологические сдвиги в рабочем классе и эволюция лейбористской партии Великобритании (1945—1951 гг.)». В 1996 году в УрГУ защитила докторскую диссертацию «„Образованный класс“ викторианской Англии как социально-профессиональный феномен». Впервые дала характеристику британского образованного класса как феномена, включающего в себя и профессионалов (специалистов), и интеллектуалов, провела сравнительно-исторический анализ «образованного класса» Великобритании и русской интеллигенции.
В 1998—2018 годах — заведующая кафедрой политических наук ПГУ (ПГНИУ), ныне профессор кафедры. В разное время читала учебные курсы по политической культуре, политической психологии и сравнительной политологии, спецкурсы «Социальная психология и история», «„Образованный класс“ в социальной стратификации и политическом процессе», «Политика и управление в ЕС», «Анализ социально-экономического и политического положения государства», «Европейские исследования: политико-институциональные аспекты», «Актуальные проблемы изучения политики», «Российская политическая идентичность в сравнительной перспективе»; ведёт спецсеминар «Современные политические исследования», научно-исследовательские семинары по мировой политике, политическому регионоведению и др. Член учёных советов ПГНИУ и историко-политологического факультета ПГНИУ. В 1996—2001 годах — учёный секретарь диссертационного совета К 063.59.02 при ПГУ; в 2005—2012 годах — председатель совета К 212.189.04 при Пермском университете (специальность 23.00.02 — политические институты, процессы и технологии), которым было проведено 44 защиты кандидатских диссертаций. В настоящее время — член диссертационного совета при УрФУ.
В 2000—2006 годах — главный редактор ежегодника «Политический альманах Прикамья»; с 2009 года — главный редактор научного журнала «Вестник Пермского университета. Политология», включенного в перечень ВАК; член редколлегии изданий «Мировая экономика и международные отношения», «Политические исследования», «„Белые пятна“ российской и мировой истории», «Южно-Российский журнал социальных наук», а также редакционных советов журналов «Вестник Удмуртского университета. Социология. Политология. Международные отношения» и «Человек. Сообщество. Управление». С 1998 года — председатель регионального отделения Ассоциации европейских исследований (АЕВИС), курируемой представительством Евросоюза в Москве; член правления АЕВИС. Член Российской ассоциации политической науки (с 1998) и Международной ассоциации политической науки (с 2006), с 2004 года входит в состав Научного совета и Правления РАПН. Ученый секретарь (1998—2001), председатель (с 2001) Пермского отделения РАПН. С 2010 года — член университетской ассоциации современных европейских исследований (UACES, Великобритания) и эксперт сети «ExpertsonEurope».
С 2013 года — член Учебно-методического объединения вузов Российской Федерации по образованию в области международных отношений, с 2015 года — член Федерального учебно-методического объединения по укрупнённой группе направлений подготовки 41.00.00 «Политические науки и регионоведение». Лидер научного направления «Институциональные и социокультурные измерения политики» в ПГНИУ, автор около 220 научных статей, 9 монографий и 3 учебников. Участвовала более чем в 50 всероссийских и международных научных конференциях. Под руководством Л. А. Фадеевой защищено 18 диссертаций на соискание ученой степени кандидата политических наук.
Руководила рядом грантовых проектов Национального фонда подготовки кадров, РГНФ, РНФ и Фонда Макартуров. Выступала экспертом Областной целевой программы развития политической и правовой культуры населения Пермской области на 2002—2006 гг.; «Краевой целевой программы развития политической культуры и гражданского образования населения Пермского края на 2007—2011 гг.» и Программы социально-экономического развития Пермского края в 2006—2010 годах и на период до 2015 года (2006—2007).
Поддерживает научные контакты ПГНИУ с Лондонской школой экономики, Оксфордским, Манчестерским и Бирмингемским университетами (Великобритания), Католическим университетом Левена (Бельгия), Университетом Сиенны (Италия), Фондом Сороса, Институтом «Восток — Запад» (США), институтами в системе РАН, МГИМО, МВШСЭН и др.
Муж — Павел Владимирович Фадеев (род. 1958), депутат Пермской городской думы.

## Основные работы
Книги
- Очерки истории британской интеллигенции. — Пермь, 1995. — 196 с.
- Политическая культура. Курс лекций. — Пермь, 2000. — 160 с.
- Фадеева Л. А., Лаптева М. П. 100 портретов. Кто правил миром (Очерки о политических деятелях XVIII—XX веков). — Пермь, 2000. — 480 с. (2-е изд. 2002)
- Пермь торговая. — Пермь, 2001. — 210 с. (редактор)
- Пермь политическая. — Пермь, 2004. — 240 с. (редактор)
- Политический процесс и эволюция политических институтов в XX веке / Под ред. П. Ю. Рахшмира и Л. А. Фадеевой. Пермь, 2005. — 312 с.
- Сквозь призму политической культуры: нация, класс, регион. Пермь, 2006. — 304 с.
- Повышение информационно-коммуникационной компетентности в преподавании политологии. — Пермь, 2007. — 144 с. (редактор)
- Образ России в мире: становление, восприятие, трансформация / отв. ред. И. С. Семененко. Коллектив авторов: Вайнштейн Г. И., Загладин Н. В., Кисовская Н. К., Лапкин В. В., Малинова О. Ю., Панов П. В., Пантин В. И., Семененко И. С., Фадеева Л. А., Чугров С. В. — М.: ИМЭМО РАН, 2008. — 152 с.
- Сообщества как политический феномен / под ред. П. В. Панова, К. А. Сулимова, Л. А. Фадеевой. М.: Российская политическая энциклопедия (РОССПЭН), 2009. — 248 с.
- Борьба за идентичность и новые институты коммуникаций / под ред. П. В. Панова, К. А. Сулимова, Л. А. Фадеевой. — М.: РОССПЭН, 2012. — 263 с.
- Кто мы? Интеллигенция в борьбе за идентичность. — М.: Новый Хронограф, 2012. — 320 с.
- Множественные идентичности в ЕС: институциональный вызов или политический ресурс?. — Пермь, 2012. — 228 с. (редактор);
- Нескучные советы студентам и аспирантам: как написать научный текст / под ред. Л. А. Фадеевой, Е. В. Стяжкиной. — Пермь, 2012. — 98 с.
- «Научная работа в эпоху Интернет: советы начинающим исследователям» / под ред. Е. В. Стяжкиной и Л. А. Фадеевой. Донецк: издательство «Ноулидж». 2013. — 248 с.
- Социальные медиа как катализатор кросснационального обучения. Вып. 1-3. Пермь, 2013—2015 (редактор);
- Фадеева Л. А., Андрюшина Е. В., Бордовских А. Н. и др. Государственная политика и управление: учебное пособие / под ред. А. И. Соловьева. М.: МГУ, 2017. 480 с.
- Фадеева Л. А., Семенов А. В., Шевцова И. К. Политика и управление в ЕС. Учебно-методические материалы Пермь: ПГНИУ, 2018.

Статьи и разделы в коллективных трудах
- The Political Communication and the Political Mobilization in the Russian Internet Space // Terrorism and the Internet. Threats, Target Groups, Deradicalisation Strategies. Ed. By H.-L.Dienel, Y.Sharan, Ch.Rapp, N.Ahituv. IOS Press. Amsterdam, Berlin, Tokyo, Washington. 2010. P. 143—153;
- Публичные интеллектуалы в борьбе за идентичность // Политическая регионалистика и исследования в регионах России. Политическая наука: Ежегодник 2010 РАПН. — М., 2011. — С. 176—193;
- Проблема идентичности в сравнительной политологии // Политические исследования. — 2011. — № 1. С. 134—139;
- Борьба за конструирование региональной идентичности: пермский случай // Вестник Пермского университета. Серия «Политология». — 2011. — Вып.2 (14). — С. 43—51;
- Глава 12. Интеллигенция как «оформитель» идейно-символического пространства // Идейно-символическое пространство постсоветской России: динамика, институциональная среда, акторы. — М., 2011. — С. 210—226;
- Fadeeva L., Panov P. Democratic Culture and Struggle for Identity // A journal for philosophy and inter-disciplinary research XXII/ii — 2012 Proceedings of the Ninth World Congress. Olympic and Elian Dialogues. International Society for Universal Dialogue. Olympic Center for Philosophy and Culture. Greece. 2012. P. 242—256;
- «Социальная идентичность», «Классовая идентичность», «Гендерная идентичность», «Профессиональная идентичность», «Сетевая идентичность» // Политическая идентичность и политика идентичности: в 2 т. Т. 1: Идентичность как категория политической науки: словарь терминов и понятий / отв. ред. И. С. Семененко. Редколлегия тома: И. С. Семененко, В. В. Лапкин, Л. А. Фадеева. — М.: РОССПЭН, 2011. — 208 с.
- Глава 3. Политика идентичности: акторы, стратегии, дискурсы // Политическая идентичность и политика идентичности: в 2 т. Т. 2: Идентичность и социально-политические изменения / отв. ред. И. С. Семененко. Редколлегия тома: И. С. Семененко, В. В. Лапкин, Л. А. Фадеева. — М.: РОССПЭН, 2012. — 471 с.
- Дискуссии об интеллектуалах в контексте политической истории Запада // Диалог со временем. Альманах интеллектуальной истории. 41. — М.: ИВИ РАН, 2012. — С. 108—138.
- Вершинина Д. Б., Фадеева Л. А. Кертмановский колорит англоведения // Вестник Пермского университета. Серия: История Выпуск № 2-19 / 2012. С. 70-85.
- Глава 12. «Электоральная культура» как научное понятие // Выборы в современном мире: институты, процессы и технологии / под ред. Н. В. Борисовой, Н. М. Беляевой; Перм. гос. нац. иссл. ун-т. — Пермь, 2013. — С. 144—154;
- Европейская идентичность: взгляд из Болгарии и Польши (сквозь призму России) // Выстраивая добрососедство. Россия на пространствах Европы. — М: Весь мир, 2013. — С. 57—66.
- Город в политологическом измерении // Политические исследования. 2014. № 1. С. 178—181;
- Университеты как субъекты конструирования европейской идентичности // Человек. Сообщество. Управление. 2014. № 3. С. 22—31.
- Идентичность на пересечении интеграции и деволюции: шотландский кейс // Современная Европа. 2015. № 5. С. 91—99;
- Фадеева Л. А., Пунина К. А. Университет в региональной публичной политике: Российские практики в сравнительной перспективе // Политическая наука. 2015. № 3. С. 150—160;
- Предательство интеллектуалов как ценностная проблема // Идеи и ценности в политике. Политическая наука: Ежегодник 2015 / гл. ред. А. И. Соловьев. М.: РОССПЭН, 2015. С. 203—214;
- Университеты в процессе деволюции (реформы управления) в Шотландии // Ars Administrandi. 2015. № 3. С. 137—146;
- Современный университет: конфликт ценностей и моделей // Человек. Сообщество. Управление. 2015. Т. 16, № 4. С. 102—116;
- Идентичность как категория политической науки: исследовательское поле и когнитивный потенциал // Политическая наука. 2016. № 2. С. 164—180;
- Fadeeva L. A., Vasil’eva Yu. V. Social Component of Autonomization in Europe: Legal Aspects // Vestnik Permskogo universita. Juridicheskie nauki — Perm University Herald. Juridical Sciences. 2016. Issue 33. pp. 329–336;
- Фадеева Л. А., Садилова А. В. Политика брендирования современных европейских университетов в контексте борьбы за ресурсы // Вестник Пермского университета. Политология. 2016. № 4. 5-18;
- Глава 6. Идентичность как «состязательный концепт» в проблемном поле политологии (с. 70-76); Глава 24. Космополитическая идентичность (с. 250—254); Глава 25. Базовые категории: Социальная идентичность (с. 275—277); Глава 31. Идентичность в пространственном и территориальном измерениях: Сетевая идентичность (с. 535—539); Глава 32. Идентичность в социально-стратификационном и социально-ролевом измерениях: Классовая идентичность (с.552-557); Гендерная идентичность (с. 557—560); Профессиональная идентичность (с. 574—577); Глава 35. Краткий биобиблиографический словарь: Эрих Фромм (с.790-794) // Идентичность: Личность, общество, политика. Энциклопедическое издание / отв. ред. И. С. Семененко; ИМЭМО РАН. М.: Весь мир, 2017. — 992 с.
- Пермское региональное отделение АЕВИС; Британский экзамен на профессионализм // Европейские исследования в России (1992—2017) / под общ.ред. О. В. Буториной. Томск, 2017;
- Фадеева Л. А., Вакина И. М., Семенов А. В. Глава 7. Структура политических возможностей: внутренние и внешние условия этнической мобилизации // Балансируя притязания: этнические региональные автономии, целостность государства и права этнических меньшинств / под ред. П. В. Панова. М.: Политическая энциклопедия, 2017. — С. 138—163;
- Интеллектуалы о перспективах ЕС: брекзитизация vs. демократизация&автономизация // Европейский путь для России: за и против / отв. ред. А. В. Акульшина. Воронеж: Издательский дом ВГУ, 2017. С. 149—159;
- Фадеева Л. А., Плотников Д. С. Проблемная европейская идентичность Молдовы: «бои за историю» // Современная Европа. 2017. № 6. С. 132—143.
- A Modern University: The Conflict of Values and Models // European Fields of Interaction Investigations on German-Russian Relations. Göttingen, 2017. Р. 51—56.
- Национализм vs. Глобализм в интеллектуальном дискурсе // Вестник Удмуртского университета. Социология. Политология. Международные отношения. 2017. Вып. 3. С. 302—308.
- Фактор Кертмана // «Новый компаньон», 08.09.2017
- Vorwort 2 (Предисловие 2) // «Wie wollen wir leben? Ein deutsch-russisches Studierenden-Projekt der Universitäten Perm und Göttingen» / M.Tamcke (Hg.). Göttingen, 2017. 128 s. — S. 7-10;
- Политическая идентичность // Тенденции и проблемы развития российской политической науки в мировом контексте: традиция, рецепция и новация / отв. ред. О. В. Гаман-Голутвина, С. В. Патрушев. М.: Политическая энциклопедия, 2018. С. 431—445;
- Перипетии европейской интеграции // Политические исследования. 2018. № 5. С. 184—191;
- Фадеева Л. А., Садилова А. В. Борьба за идентичность в сетевом пространстве// Политика в сетевом пространстве. Под ред. Е. В. Морозовой. Краснодар: Вика-Принт, 2019. — 341—344;
- Фадеева Л. А., Плотников Д. С. Опыт мировых войн в политике идентичности и стратегии международной безопасности // Региональные стратегии международной безопасности: Россия, Европа, Ближний Восток / Отв. ред. А. В. Акульшина. М.: Научный консультант, 2019. — С. 213—238;
- Пермская политологическая школа: истоки, становление, специфика // ПОЛИТЭКС. Научный журнал. 2019. № 1. С. 122—138.

## Награды
- Нагрудный знак «Почётный работник высшего профессионального образования Российской Федерации» (2006)
- Почётная грамота Пермского края за высокие достижения в научной и педагогической деятельности, большой личный вклад в подготовку высококвалифицированных специалистов (2009)
- Премия Пермского края в области науки | степени (2013)
- Медаль имени Георгия Шахназарова РАПН за научный вклад, деятельность по развитию политической науки и формирование пермской научной школы политологов (2018)